# Kazuki Himeno
Kazuki Himeno (* 27. července 1994, Nagoja) je ragbista hrající za japonský klub Toyota Verblitz a Japonska na pozici vazače. Je kapitánem japonské reprezentace. Reprezentační premiéru zažil v listopadu 2017 proti Austrálii. Zúčastnil se MS 2019 a MS 2023. 
V roce 2021 byl vybrán nejlepším nováčkem v novozélandské soutěži Super Rugby Aotearoa. V sezonách 2017/18 a 2022/23 byl vybrán do nejlepší sestavy japonské ligy. 
Pochází z chudé rodiny. Jeho matka je z Filipín. 